# Точильный (Челябинская область)
Точи́льный — посёлок в Ашинском районе Челябинской области России. Административный центр Точильнинского сельского поселения. Расположен рядом с границей Башкортостана, в 12 километрах от Аши.
Через посёлок протекает река Аша.

## Население
| 2002 | 2010 |
| ---- | ---- |
| 236  | ↘168 |

По данным Всероссийской переписи, в 2010 году численность населения посёлка составляла 168 человек (83 мужчины и 85 женщин).

## Улицы
Уличная сеть посёлка состоит из 6 улиц.